# Stadionul Republican
L'Stadionul Republican fou un estadi poliesportiu de la ciutat de Chișinău, Moldàvia. Normalment s'hi disputaven partits de futbol, com la final de la copa moldava de futbol. Tenia una capacitat per a 8.084 espectadors i va ser construït el 1952 i demolit el 2007.